# Каблар
45°28′ пн. ш. 15°45′ сх. д. / 45.47° пн. ш. 15.75° сх. д.
Каблар (хорв. Kablar) — населений пункт у Хорватії, у Карловацькій жупанії у складі міста Карловаць.

## Населення
Населення за даними перепису 2011 року становило 122 осіб.
Динаміка чисельності населення поселення: